# Курт Андерсен
Курт Георг Генріх Андерсен (нім. Kurt Georg Heinrich Andersen; 2 жовтня 1898, Гросс-Гогенраде — 9 січня 2003, Бонн) — німецький воєначальник, генерал-майор люфтваффе, бригадний генерал Федеральної прикордонної служби. Кавалер Лицарського хреста Залізного хреста.

## Біографія
Під час Першої світової війни 19 січня 1915 року вступив добровольцем в 3-ю запасну кулеметну роту 3-го (2-го східнонопрусського) гренадерського полку короля Фрідріха-Вільгельма I. З 1916 року служив в частинах зв'язку.
У березні-вересні 1919 року — член Добровольчого корпусу «Грабовскі», який входив до складу «Залізної дивізії», що діяла в Прибалтиці. 16 вересня 1919 року перейшов в поліцію. Служив в поліції порядку в Ельбінг-Марієнбургу, Дортмунді і Дюссельдорфі. 1 серпня 1935 року переведений в люфтваффе, з 1 квітня 1936 року — командир 7-ї батареї 23-го зенітного полку.
З 1 жовтня 1937 року — командир 6-ї батареї, з 1 липня 1938 року — 2-го дивізіону навчального зенітного полку в Тутові, з 3 червня 1940 року — начальник 2-го училища зенітної артилерії в Штольпмюнде. 20 листопада 1942 року призначений командиром 153-го зенітного полку, з яким брав участь у боях на радянсько-німецькому фронті в складі 10-ї зенітної дивізії. Відзначився в боях на Дону, де полк під керівництвом Андерсена в ході однієї операції знищив 43 танки противника. З 26 червня 1943 року — начальник 6-го авіаучилища, з 1 квітня 1944 року — інспектор зенітної артилерії на Сході. Намагався організувати боротьбу проти нальотів радянської авіації. З 30 січня 1945 року — командир 23-ї зенітної дивізії, керував її діями в районі Варшави, а потім на Одері. У травні 1945 року відвів дивізію в Деберіц, де 8 травня здався союзникам. В 1946 році звільнений.
У серпні 1951 року вступив в прикордонну охорону. З 5 січня 1954 року — начальник командування берегової прикордонної охорони в Кілі, з 1 липня 1956 року — інспектор прикордонної варти Міністерства внутрішніх справ ФРН. 31 березня 1961 року вийшов у відставку.

## Звання
- Лейтенант поліції (15 грудня 1925)
- Оберлейтенант поліції (11 серпня 1928)
- Гауптман поліції (1 січня 1934)
- Гауптман люфтваффе (1 серпня 1935)
- Майор (1 жовтня 1938)
- Оберстлейтенант (1 січня 1941)
- Оберст (1 липня 1942)
- Генерал-майор (17 лютого 1945)
- Оберст БГС (1 серпня 1951)
- Бригадний генерал БГС (1952)

## Нагороди
- Залізний хрест 2-го класу
- Нагрудний знак «За поранення» в чорному
- Балтійський хрест
- Почесний хрест ветерана війни з мечами
- Медаль «За вислугу років у Вермахті» 4-го, 3-го і 2-го класу (18 років)
- Медаль «За вислугу років у поліції»
- Застібка до Залізного хреста 2-го класу (22 вересня 1939)
- Залізний хрест 1-го класу (3 травня 1940)
- Нагрудний знак зенітної артилерії люфтваффе
- Лицарський хрест Залізного хреста (21 грудня 1942)
- Нагрудний знак люфтваффе «За наземний бій» (24 грудня 1942)
- Орден «За заслуги перед Федеративною Республікою Німеччина», командорський хрест (13 березня 1961)